# Rajnagar Upazila
Rajnagar es una upazila de Distrito de Maulvi Bazar.

## Geografía
Rajnagar es una upazila de Distrito de Maulvi Bazar de Sylhet División. Rajnagar limita al norte con Balaganj Upazila y Fenchuganj Upazila, al sur con Kamalganj Upazila, al este con Kulaura Upazila y al oeste con Maulvibazar Sadar Upazila.
- Datos: Q7215363
- Multimedia: Rajnagar Upazila / Q7215363